# IC 1073
IC 1073 је елиптична галаксија у сазвјежђу Дјевица која се налази на листи објеката дубоког неба у Индекс каталогу.
Деклинација објекта је + 4° 47' 40" а ректасцензија 14h 54m 14,4s. Привидна величина (магнитуда) објекта IC 1073 износи 14,6 а фотографска магнитуда 15,6. IC 1073 је још познат и под ознакама CGCG 48-63, PGC 53259.